# Liste der Kulturdenkmäler in Herxheim bei Landau/Pfalz
In der Liste der Kulturdenkmäler in Herxheim bei Landau/Pfalz sind alle Kulturdenkmäler der rheinland-pfälzischen Ortsgemeinde Herxheim bei Landau/Pfalz einschließlich des Ortsteils Hayna aufgeführt. Grundlage ist die Denkmalliste des Landes Rheinland-Pfalz (Stand: 14. August 2023).

## Herxheim

### Denkmalzonen
| Bezeichnung                            | Lage                                                             | Baujahr                 | Beschreibung | Bild                           |
| -------------------------------------- | ---------------------------------------------------------------- | ----------------------- | --- | ------------------------------ |
| Denkmalzone Friedhof                   | Kesslerstraße Lage                                               | ab 1816                 | Friedhofskreuz, Rotsandstein, bezeichnet 1857; - Grabmal Georg Adam Zotz (1753–1816) (Bild), „gewesen Kommandant der französischen Artillerie Ritter des heiligen Ludwig Ordens geboren zu Herxheim (…)“, gedrungener klassizistischer Obelisk mit Reliefs; - Grabmal für Augustin Peters († 1823), klassizistischer Obelisk mit Kugelbekrönung (Bild) | weitere Bilder Fotos hochladen |
| Denkmalzone Holzgasse                  | Holzgasse 5–23 (ungerade Nummern) und 6–28 (gerade Nummern) Lage | 18. Jahrhundert         | geschlossene historische Bebauung mit überwiegend zweigeschossigen barocken Fachwerkwohnhäusern im Wesentlichen des 18. Jahrhunderts | Fotos hochladen                |
| Denkmalzone Untere Hauptstraße 66–132  | Untere Hauptstraße 66–132 (alle Nummern) Lage                    | 18. und 19. Jahrhundert | geschlossenes malerisches Straßenbild des 18. und 19. Jahrhunderts mit doppelgeschossigen Fachwerkwohnhäusern | Fotos hochladen                |
| Denkmalzone Untere Hauptstraße 147–154 | Untere Hauptstraße 147–154 (alle Nummern) Lage                   | 18. und 19. Jahrhundert | städtebaulich wirkungsvolles Ensemble: katholische Pfarrkirche mit umliegender Bebauung, im Wesentlichen Fachwerkbauten des 18. und 19. Jahrhunderts | weitere Bilder Fotos hochladen |

### Einzeldenkmäler
| Bezeichnung                               | Lage                                                                                              | Baujahr                            | Beschreibung | Bild                                    |
| ----------------------------------------- | ------------------------------------------------------------------------------------------------- | ---------------------------------- | --- | --------------------------------------- |
| Wegekreuz                                 | Alzheimer Weg, zwischen Nr. 7 und 9 Lage                                                          | 1879                               | Wegekreuz, bezeichnet 1879 | Fotos hochladen                         |
| Wegekreuz                                 | Am Niederteich Lage                                                                               | 1897                               | Wegekreuz auf tempelartigem Unterbau, bezeichnet 1897 | Fotos hochladen                         |
| Tabakschuppen                             | Bruchgasse, bei Nr. 12a–18 Lage                                                                   | 20. Jahrhundert                    | Schuppengasse mit Tabakschuppen seit der ersten Hälfte des 20. Jahrhunderts; fensterlose Holzskelettbauten; bauliche Gesamtanlage | weitere Bilder Fotos hochladen          |
| Wohnhaus                                  | Burggasse 6 Lage                                                                                  | 1773                               | barockes Fachwerkhaus, teilweise massiv, bezeichnet 1773 (?) | Fotos hochladen                         |
| St.-Paulus-Stift                          | Bussereaustraße 18 Lage                                                                           | 1898                               | neugotische Kapelle zwischen dreigeschossigen Flügelbauten, 1898 | Fotos hochladen                         |
| Marienfigur                               | Bussereaustraße, Ecke Niederhohlstraße Lage                                                       | 18. Jahrhundert                    | Immakulata, barock, 18. Jahrhundert | Fotos hochladen                         |
| Wohnhaus                                  | Habertsgasse 3 Lage                                                                               | 1753                               | barockes Fachwerkhaus, teilweise massiv, bezeichnet 1753 | Fotos hochladen                         |
| Wohnhaus                                  | Holzgasse 10 Lage                                                                                 | 1787                               | spätbarockes Fachwerkhaus, teilweise massiv, Krüppelwalmdach, bezeichnet 1787 | Fotos hochladen                         |
| Wohnhaus                                  | Holzgasse 12 und 14 Lage                                                                          | um 1800                            | stattliches spätbarockes Fachwerkhaus, teilweise massiv, Krüppelwalmdach, um 1800 | Fotos hochladen                         |
| Wohnhaus                                  | Holzgasse 17 Lage                                                                                 | 18. Jahrhundert                    | barockes Fachwerkhaus, teilweise massiv, 18. Jahrhundert | Fotos hochladen                         |
| Hofanlage                                 | Holzgasse 20 Lage                                                                                 | 18. Jahrhundert                    | Hakenhof; barockes Fachwerkhaus, verkleidet, 18. Jahrhundert | Fotos hochladen                         |
| Wohnhaus                                  | Käsgasse 12 Lage                                                                                  | 1747                               | barockes Fachwerkhaus, Walmdach, bezeichnet 1747 | Fotos hochladen                         |
| Weißes Kreuz                              | Landauer Weg, Ecke Langasserweg Lage                                                              | 1725                               | Wegekreuz, barock, bezeichnet 1725 (Bild) | weitere Bilder Fotos hochladen          |
| Wohnhaus                                  | Lehrgasse 18 Lage                                                                                 | 1718                               | eingeschossiges barockes Fachwerkhaus, teilweise massiv, Kniestock, bezeichnet 1718 | Fotos hochladen                         |
| Wegekreuz                                 | Luitpoldstraße, bei Nr. 53 Lage                                                                   | 1928                               | Wegekreuz, bezeichnet 1928 | Fotos hochladen                         |
| Wohnhaus                                  | Napoleongasse 1 Lage                                                                              | zweite Hälfte des 18. Jahrhunderts | spätbarockes Fachwerkhaus, zweite Hälfte des 18. Jahrhunderts | Fotos hochladen                         |
| Relief                                    | Napoleongasse, an Nr. 2 Lage                                                                      | 18. Jahrhundert                    | Nische mit barockem Kreuzigungsrelief, 18. Jahrhundert | Fotos hochladen                         |
| Wegekreuz                                 | Obere Hauptstraße, bei Nr. 1 Lage                                                                 | 1807                               | Wegekreuz auf Tischsockel, Rotsandstein, bezeichnet 1807 | Fotos hochladen                         |
| Fassade                                   | Obere Hauptstraße, an Nr. 2 Lage                                                                  | 1824–26                            | Giebelrisalit mit Portikus des 1975 abgebrochenen klassizistischen Rat- und Schulhauses, 1824–26 | Fotos hochladen                         |
| Villa Wieser                              | Obere Hauptstraße 3 Lage                                                                          | nach 1855                          | herrschaftlicher Mansardwalmdachbau, im Wesentlichen neubarock, neugotischer Anbau, nach 1855/57 und spätes 19. Jahrhundert, klassizistische Vorgebäude, um 1850 | Fotos hochladen                         |
| Spolie                                    | Obere Hauptstraße, an Nr. 16/18 Lage                                                              | 1840/41                            | reich skulptierte Spolie der 1840/41 erbauten, 1938 zerstörten Synagoge | Fotos hochladen                         |
| Marienfigur                               | Obere Hauptstraße, neben Nr. 17 Lage                                                              | zweite Hälfte des 18. Jahrhunderts | Immakulata, barock, zweite Hälfte des 18. Jahrhunderts | Fotos hochladen                         |
| Hofanlage                                 | Obere Hauptstraße 23 Lage                                                                         | Ende des 17. und 18. Jahrhundert   | Dreiseithof, Ende des 17. und 18. Jahrhundert; barockes Fachwerkhaus, Krüppelwalmdach, bezeichnet 1699 (Bild); Immakulata, 18. Jahrhundert | weitere Bilder Fotos hochladen          |
| Wohnhaus                                  | Obere Hauptstraße 34 Lage                                                                         | 18. Jahrhundert                    | stattliches barockes Fachwerkhaus (Bild), Krüppelwalmdach, 18. Jahrhundert; ehemaliger Schlussstein, bezeichnet 1546 (Bild) | weitere Bilder Fotos hochladen          |
| Heiligenfigur                             | Obere Hauptstraße, an Nr. 37 Lage                                                                 | 18. Jahrhundert                    | Skulptur einer weiblichen Heiligen (Mater dolorosa), Holz, 18. Jahrhundert (?); Heiligenfigur wegen Witterungsschäden entfernt (Bild) | weitere Bilder Fotos hochladen          |
| Wohnhaus                                  | Obere Hauptstraße 38 Lage                                                                         | Ende des 17. oder 18. Jahrhundert  | barockes Fachwerkhaus, Ende des 17. oder 18. Jahrhundert | Fotos hochladen                         |
| Wohnhaus                                  | Obere Hauptstraße 57 Lage                                                                         | 1709                               | dreigeschossiges barockes Wohnhaus, teilweise Fachwerk, bezeichnet 1709 | Fotos hochladen                         |
| Wohnhaus                                  | Obere Hauptstraße 65 Lage                                                                         | 1711                               | barockes Fachwerkhaus, teilweise massiv, bezeichnet 1711 | Fotos hochladen                         |
| Kilometerstein                            | Obere Hauptstraße, bei Nr. 70 Lage                                                                | zweite Hälfte des 19. Jahrhunderts | Sandsteinkegel, zweite Hälfte des 19. Jahrhunderts | Fotos hochladen                         |
| Wohnhaus                                  | Obere Hauptstraße 75 Lage                                                                         | 1795                               | spätbarockes Fachwerkhaus, teilweise massiv, bezeichnet 1795; barocke Immakulata (Bild) | weitere Bilder Fotos hochladen          |
| Wegekreuz                                 | Obere Hauptstraße, bei Nr. 147 (Neumühle) Lage                                                    | um 1700                            | Wegekreuz, angeblich um 1700 | Fotos hochladen                         |
| Hofanlage                                 | Oberhohlstraße 8 Lage                                                                             | 1803                               | Hofanlage; eingeschossiges nachbarockes Fachwerkhaus, bezeichnet 1803 (Bild), Nebengebäude mit Fachwerkspeicher | weitere Bilder Fotos hochladen          |
| St. Josefsheim                            | Richard-Flick-Straße, zu Nr. 2 Lage                                                               | zweite Hälfte des 18. Jahrhunderts | ehemaliges Armen- und Krankenhaus St. Josefsheim, spätbarocker Krüppelwalmdachbau | Fotos hochladen                         |
| Wohnhaus                                  | Speiertsgasse 10 Lage                                                                             | 1779                               | spätbarockes Fachwerkhaus, teilweise massiv, bezeichnet 1779 (Bild) | weitere Bilder Fotos hochladen          |
| Speyerer Kapelle                          | Speyerer Straße, bei Nr. 35 Lage                                                                  | erste Hälfte des 19. Jahrhunderts  | klassizistischer Walmdachbau, Vorhalle, wohl aus der ersten Hälfte des 19. Jahrhunderts | Fotos hochladen                         |
| Waldkapelle                               | St.-Christophorus-Straße 2 Lage                                                                   | 1852                               | Walmdachbau, Vorhalle, 1852; Pietá, 1863 | Fotos hochladen                         |
| Wegekreuz                                 | Untere Hauptstraße, bei Nr. 55 Lage                                                               | 1807                               | Wegekreuz, Rotsandstein, bezeichnet 1807 | Fotos hochladen                         |
| Wohnhaus                                  | Untere Hauptstraße 66/66a Lage                                                                    | um 1700                            | barockes Fachwerkhaus, teilweise massiv, um 1700 | Fotos hochladen                         |
| Wohnhaus                                  | Untere Hauptstraße 81 Lage                                                                        | 18. Jahrhundert                    | barockes Fachwerkhaus, verputzt, wohl aus dem 18. Jahrhundert | Fotos hochladen                         |
| Wohnhaus                                  | Untere Hauptstraße 83 Lage                                                                        | 1788                               | spätbarockes Fachwerkhaus, teilweise massiv, bezeichnet 1788 | Fotos hochladen                         |
| Wohnhaus                                  | Untere Hauptstraße 94 Lage                                                                        | Ende des 18. Jahrhunderts          | spätbarockes Fachwerkhaus, Ende des 18. Jahrhunderts | Fotos hochladen                         |
| Wohnhaus                                  | Untere Hauptstraße 96 Lage                                                                        | 1699                               | barockes Fachwerkhaus, teilweise massiv, bezeichnet 1699 | Fotos hochladen                         |
| Hofanlage                                 | Untere Hauptstraße 98 Lage                                                                        | 16. oder 17. Jahrhundert           | Dreiseithof; Fachwerkhaus, teilweise massiv, 16. oder 17. Jahrhundert, barocker Torbogen mit Nebenpforte, bezeichnet 1756, Ökonomie mit Fachwerkteilen des 18. und 19. Jahrhunderts | Fotos hochladen                         |
| Wohnhaus                                  | Untere Hauptstraße 99 Lage                                                                        | Anfang des 18. Jahrhunderts        | stattliches barockes Fachwerkhaus, teilweise massiv, Anfang des 18. Jahrhunderts | Fotos hochladen                         |
| Hofanlage                                 | Untere Hauptstraße 100 Lage                                                                       | 18. Jahrhundert                    | Hakenhof mit Tabakschuppen; barockes Fachwerkhaus, teilweise massiv, Krüppel- und Fußwalmdach, 18. Jahrhundert | Fotos hochladen                         |
| Hofanlage                                 | Untere Hauptstraße 108 Lage                                                                       | 1699                               | Hofanlage mit Tabakschuppen; barockes Fachwerkhaus, teilweise massiv, bezeichnet 1699 | Fotos hochladen                         |
| Wohnhaus                                  | Untere Hauptstraße 110 Lage                                                                       | 1728                               | barockes Fachwerkhaus, Walmdach, bezeichnet 1728 | Fotos hochladen                         |
| Hofanlage                                 | Untere Hauptstraße 112 Lage                                                                       | um 1700                            | Hakenhof; reiches barockes Fachwerkhaus, um 1700 | Fotos hochladen                         |
| Wohnhaus                                  | Untere Hauptstraße 115 Lage                                                                       | Mitte des 18. Jahrhunderts         | barockes Fachwerkhaus, Mitte des 18. Jahrhunderts | Fotos hochladen                         |
| Wohnhaus                                  | Untere Hauptstraße 119 Lage                                                                       | um 1800                            | nachbarockes Fachwerkhaus, um 1800 | Fotos hochladen                         |
| Hofanlage                                 | Untere Hauptstraße 122 Lage                                                                       | 1688                               | Hofanlage; barockes Fachwerkhaus, teilweise massiv, bezeichnet 1688, Torbogen mit Nebenpforte bezeichnet 1738 | Fotos hochladen                         |
| Hofanlage                                 | Untere Hauptstraße 128 Lage                                                                       | 18. bis frühes 20. Jahrhundert     | Dreiseithof, 18. bis frühes 20. Jahrhundert; Wohnhaus mit Krüppelwalmdach und Fachwerk, bezeichnet 1770; u. a. weiteres Wohngebäude, Tabakschuppen; bauliche Gesamtanlage | Fotos hochladen                         |
| Torpfosten                                | Untere Hauptstraße, an Nr. 130 Lage                                                               | 1557                               | Hoftorpfosten, bezeichnet [1]557 | Fotos hochladen                         |
| Hofanlage                                 | Untere Hauptstraße 132 Lage                                                                       | 1719                               | Hofanlage; langgestrecktes barockes Fachwerkhaus, teilweise massiv, bezeichnet 1719 | Fotos hochladen                         |
| Hofanlage                                 | Untere Hauptstraße 135/137 Lage                                                                   | zweite Hälfte des 18. Jahrhunderts | Hofanlage; spätbarockes Fachwerk-Doppelwohnhaus, Krüppelwalmdach, zweite Hälfte des 18. Jahrhunderts | Fotos hochladen                         |
| Katholische Pfarrkirche Mariä Himmelfahrt | Untere Hauptstraße 152 Lage                                                                       | 16. bis 18. Jahrhundert            | Saalbau, 16. bis 18. Jahrhundert; spätgotischer Chor, bezeichnet 1507 (Bild), Sakristei und Turmunterbau vom Anfang 16. des Jahrhunderts, Glockengeschoss bezeichnet 1585, spätbarocker Saal, 1776/77, frühklassizistisches Südportal; barocke Immakulata, 1738 (Bild); Kreuzigungsgruppe klassizistisch (Bild), bezeichnet 1813, wohl von Clausonet, Assistenzfiguren älter | weitere Bilder Fotos hochladen          |
| Kriegergedächtniskapelle                  | Untere Hauptstraße, vor Nr. 152 Lage                                                              | 1830                               | Kriegergedächtniskapelle, ehemaliges Wachthaus, 1830, Architekt Leo von Klenze; klassizistischer Walmdachbau mit Portikus; Kreuzigungsgruppe, Holz, Assistenzfiguren spätgotisch | Fotos hochladen                         |
| Heimatmuseum                              | Untere Hauptstraße 153 Lage                                                                       | 18. Jahrhundert                    | Heimatmuseum; barockes Fachwerkhaus, 18. Jahrhundert | weitere Bilder Fotos hochladen          |
| Spolien                                   | Untere Hauptstraße, an Nr. 154 Lage                                                               |                                    | zwei spätmittelalterliche oder frühneuzeitliche Wappensteine | Fotos hochladen                         |
| Marienfigur                               | Untere Hauptstraße, an Nr. 158 Lage                                                               | 18. Jahrhundert                    | Immakulata, 18. Jahrhundert; Oberlichttür, bezeichnet 1777 (Bild) | weitere Bilder Fotos hochladen          |
| Hofanlage                                 | Untere Hauptstraße 160/162 Lage                                                                   | ab dem 17. Jahrhundert             | Dreiseithof; barockes Fachwerkhaus, bezeichnet 1750, Kopfbau mit Krüppelwalmdach wohl aus dem 17. Jahrhundert, rückwärtiger Teil aus der Mitte des 18. Jahrhunderts, Hofanlage, Fachwerk-Doppelwohnhaus | weitere Bilder Fotos hochladen          |
| Wegekreuz                                 | nördlich von Herxheim an der L 542 Lage                                                           | um 1800                            | Wegekreuz, um 1800 (bezeichnet 1896) | Fotos hochladen                         |
| Wegekreuz                                 | nordöstlich von Herxheim, am Speyerer Weg Lage                                                    | 1821                               | Wegekreuz auf Tischsockel, bezeichnet 1821 | Fotos hochladen                         |
| Wegekreuz                                 | nordöstlich von Herxheim, am Speyerer Weg gegenüber der Speyerer Kapelle Lage                     | 1851                               | Wegekreuz, bezeichnet 1851 | Fotos hochladen                         |
| Wegekreuz                                 | nordöstlich von Herxheim, am Wingertsbergweg Lage                                                 | um 1900                            | Wegekreuz, Sandstein, um 1900 (bezeichnet 1902) | Fotos hochladen                         |
| Wegekreuz                                 | nordöstlich von Herxheim, am Wingertsbergweg                                                      | 19. Jahrhundert                    | Wegekreuz, 19. Jahrhundert | Direkt Bild zu diesem Denkmal hochladen |
| Wegekreuz                                 | nordöstlich von Herxheim; Flur In der Finsterlohe Lage                                            | 1890                               | Wegekreuz, Sandstein, bezeichnet 1890 | Fotos hochladen                         |
| Loreto-Kapelle                            | nordwestlich des Ortes; Flur Kapellenberg Lage                                                    | 16. Jahrhundert                    | auch Landauer Kapelle; Walmdachbau, hölzerne Vorhalle, im Kern spätgotisch, Wandmalereien vom Anfang des 16. und aus der zweiten Hälfte des 17. Jahrhunderts | Fotos hochladen                         |
| Wegekreuz                                 | östlich von Herxheim an der L 493, an der Grenze zu Herxheimweyher; Flur Auf dem gelben Berg Lage | 1819                               | Wegekreuz auf Tischsockel, bezeichnet 1819 | Fotos hochladen                         |
| Wegekreuz                                 | östlich von Herxheim an der L 493; Flur Am Sand Lage                                              | 1877                               | Wegekreuz, Sandstein, bezeichnet 1877 | Fotos hochladen                         |
| Wegekapelle                               | östlich von Herxheim an der L 493; Flur Am Weyherer Kirchenpfad Lage                              | 1891                               | Walmdachbau, Vorhalle, bezeichnet 1891 | Fotos hochladen                         |

### Ehemalige Kulturdenkmäler
| Bezeichnung  | Lage                                                       | Baujahr         | Beschreibung | Bild                           |
| ------------ | ---------------------------------------------------------- | --------------- | --- | ------------------------------ |
| Fachwerkhaus | Holzgasse 13 Lage                                          | 18. Jahrhundert | barockes Fachwerkhaus, teilweise massiv, Krüppelwalmdach, 18. Jahrhundert; aus Denkmalliste gelöscht | Fotos hochladen                |
| Wegekreuz    | Langgasser Weg, bei Nr. 57; aus Denkmalliste gelöscht Lage | 1894            | Wegekreuz, 1894 | Fotos hochladen                |
| Wohnhaus     | Lehrgasse 38 Lage                                          | 1707            | eingeschossiges barockes Fachwerkhaus, teilweise massiv, Kniestock, bezeichnet 1707; — Wohnhaus abgebrochen, aus Denkmalliste gelöscht; ehemals bezeichnet 17°°7 / BERN/HARD / DEISCH / VND / WALD/BVRG/IN SEIN / HAVS/FRAV | Fotos hochladen                |
| Hofanlage    | Untere Hauptstraße 126 Lage                                | 1746            | Hofanlage; spätbarockes Fachwerkhaus, Walmdach, bezeichnet 1746, Hausmadonna (Bild); aus Denkmalliste gelöscht und 2019 abgerissen                                                                                          | weitere Bilder Fotos hochladen |

## Hayna

### Denkmalzonen
| Bezeichnung                | Lage | Baujahr                 | Beschreibung | Bild            |
| -------------------------- | --- | ----------------------- | --- | --------------- |
| Denkmalzone Ortskern Hayna | Feldstraße 1–4, Friedhofstraße 2, 26, 52, 80, Hauptstraße 17–127 (ungerade Nummern, ohne Nr. 39a/b und 43) und 4–116 (gerade Nummern, ohne Nr. 20 und 32), Kapellenweg 6, 20, Kreuzstraße 1–6 Lage | 18. bis 20. Jahrhundert | überlieferter historischer Ortsgrundriss eines Straßendorfes, mindestens seit der ersten Hälfte des 19. Jahrhunderts kaum verändert; Hofanlagen (vor allem Hakenhöfe) auf langgestreckten, schmalen Parzellen in ortstypischer Struktur (Wohnhaus zur Hauptstraße hin, rückwärtig abschließender Tabakschuppen); selten dichter Baubestand vom Barock bis zum Späthistorismus; giebelständige Wohnhäuser mit Schmuckfachwerk; traufständige öffentliche Funktionsbauten in Ortsmitte; große Zahl an Ökonomiegebäuden, einen Scheunenkranz bildend; ca. 104 historische Tabakschuppen (Anfang bis Mitte des 20. Jahrhunderts); erhaltene historische Dachlandschaft mit Sattel- und Krüppelwalmdächern; straßenbildprägende Details wie Wetterdächer, Fensterläden, Toreinfahrten und Einfriedungen mit Mauerpfosten | Fotos hochladen |

### Einzeldenkmäler
| Bezeichnung                     | Lage                                                                             | Baujahr                            | Beschreibung | Bild                           |
| ------------------------------- | -------------------------------------------------------------------------------- | ---------------------------------- | --- | ------------------------------ |
| Friedhofskreuz                  | Friedhofstraße, auf dem Friedhof Lage                                            | frühes 19. Jahrhundert             | Friedhofskreuz, Kreuz mit Korpus, frühes 19. Jahrhundert (Bild)                                                                                 | weitere Bilder Fotos hochladen |
| Wegekreuz                       | Hauptstraße Lage                                                                 | 1832                               | Wegekreuz, nachbarock, bezeichnet 1832, Korpus wohl aus dem 18. Jahrhundert                                                                     | Fotos hochladen                |
| Wohnhaus                        | Hauptstraße 28 Lage                                                              | 18. Jahrhundert                    | barockes Fachwerkhaus, teilweise massiv, 18. Jahrhundert                                                                                        | Fotos hochladen                |
| Hofanlage                       | Hauptstraße 44 Lage                                                              | 1781                               | Dreiseithof mit Tabakschuppen; spätbarockes Fachwerkhaus, bezeichnet 1781                                                                       | Fotos hochladen                |
| Wohnhaus                        | Hauptstraße 49 Lage                                                              | 1751                               | barockes Fachwerkhaus, bezeichnet 1751 | Fotos hochladen                |
| Wohnhaus                        | Hauptstraße 54 Lage                                                              | zweite Hälfte des 18. Jahrhunderts | spätbarockes Fachwerkhaus, Toranlage | Fotos hochladen                |
| Wohnhaus                        | Hauptstraße 65 Lage                                                              | 1709                               | eingeschossiges barockes Fachwerkhaus mit Kniestock, bezeichnet 1709, Fachwerkvorbau                                                            | Fotos hochladen                |
| Wohnhaus                        | Hauptstraße 66 Lage                                                              | 18. Jahrhundert                    | barockes Fachwerkhaus, teilweise massiv, 18. Jahrhundert                                                                                        | Fotos hochladen                |
| Hofanlage                       | Hauptstraße 74 Lage                                                              | 1860                               | Hofanlage; stattliches Wohnhaus, bezeichnet 1860, Fachwerknebengebäude                                                                          | Fotos hochladen                |
| Hofanlage                       | Hauptstraße 78 Lage                                                              |                                    | Hofanlage; barockes Fachwerkhaus | Fotos hochladen                |
| Katholisches Pfarrhaus          | Hauptstraße 82 Lage                                                              | 1790                               | spätbarocker Krüppelwalmdachbau, bezeichnet 1790                                                                                                | Fotos hochladen                |
| Schulhaus                       | Hauptstraße 84 Lage                                                              | um 1820/30                         | ehemalige Schule; spätklassizistischer Walmdachbau, um 1820/30                                                                                  | weitere Bilder Fotos hochladen |
| Hofanlage                       | Hauptstraße 86/88 Lage                                                           | 1716                               | Dreiseithof mit Tabakschuppen; barockes Fachwerkhaus, teilweise massiv, bezeichnet 1716                                                         | Fotos hochladen                |
| Katholische Kirche Heilig Kreuz | Hauptstraße 89 Lage                                                              | 1820                               | klassizistischer Putzbau, Langhaus und Westturm 1820, nach Plan von Johann Bernhard Spatz, Chor und Sakristei 1862                              | weitere Bilder Fotos hochladen |
| Kriegerdenkmal und Grabmäler    | Hauptstraße, bei Nr. 89 Lage                                                     | ab 1803                            | Kriegerdenkmal 1914/18, Relieftondo, 1920er Jahre; am Chor: klassizistische Grabmäler, bezeichnet 1803 und 1813; Steinkruzifix, 19. Jahrhundert | Fotos hochladen                |
| Hofanlage                       | Hauptstraße 97 Lage                                                              | 1701                               | Hofanlage; barockes Fachwerkhaus, teilweise massiv, bezeichnet 1701                                                                             | Fotos hochladen                |
| Wohnhaus                        | Hauptstraße 99 Lage                                                              | 1711                               | barockes Fachwerkhaus, bezeichnet 1711 | Fotos hochladen                |
| Wohnhaus                        | Hauptstraße 104 Lage                                                             | um 1800                            | nachbarockes Fachwerkhaus, um 1800 | Fotos hochladen                |
| Wohnhaus                        | Hauptstraße 106 Lage                                                             | 1716                               | barockes Fachwerkhaus, bezeichnet 1716 | Fotos hochladen                |
| Wohnhaus                        | Hauptstraße 113 Lage                                                             | 18. Jahrhundert                    | barockes Fachwerkhaus, teilweise massiv, 18. Jahrhundert                                                                                        | Fotos hochladen                |
| Hofanlage                       | Hauptstraße 125/127 Lage                                                         | 1724                               | Doppelhofanlage mit Tabakschuppen; barockes Fachwerkhaus, teilweise massiv, Krüppelwalmdach, bezeichnet 1724; wichtige Ortseingangsituation     | Fotos hochladen                |
| Bildstock                       | Kapellenweg Lage                                                                 | 19. Jahrhundert                    | Bildstock, 19. Jahrhundert | Fotos hochladen                |
| Wegekreuz                       | Kreuzstraße, bei Nr. 1 Lage                                                      | 1807                               | nachbarockes Wegekreuz, Sandstein, bezeichnet 1807                                                                                              | Fotos hochladen                |
| Wohnhaus                        | Kreuzstraße 4 Lage                                                               | 1802                               | nachbarockes Fachwerkhaus, bezeichnet 1802 (Bild), Tabakschuppen                                                                                | Fotos hochladen                |
| Transformatorenstation          | Waldstraße, bei Nr. 5 Lage                                                       | 1920er Jahre                       | turmartiger Pyramidalbau, 1920er Jahre | Fotos hochladen                |
| Wegekreuz                       | Waldstraße, bei Nr. 16 Lage                                                      | um 1900                            | Wegekreuz, Sandstein, um 1900 | Fotos hochladen                |
| Wegekreuz                       | östlich des Ortes; Flur Niedergewanne Lage                                       | 1788                               | Wegekreuz, barock, bezeichnet 1788 | Fotos hochladen                |
| Skulpturen                      | nordöstlich des Ortes in der Marienkapelle; Distrikt Lach- und Eichelgarten Lage | 18. Jahrhundert                    | zwei barocke Skulpturen, Holz, 18. Jahrhundert; Pietà, Figur des Heiligen Johannes von Nepomuk                                                  | Fotos hochladen                |
| Wegekreuz                       | südöstlich von Hayna an der K 62; Flur Niedergewanne Lage                        | 1719                               | Wegekreuz (Bild), barock, bezeichnet 1719 und 1761 (renoviert)                                                                                  | weitere Bilder Fotos hochladen |
| Bildstock                       | südwestlich von Hayna an der L 542; Flur Obergewanne Lage                        | 14. Jahrhundert                    | Bildstock, gotisch, 14. Jahrhundert | Fotos hochladen                |
| Wegekreuz                       | westlich des Ortes; Flur Obergewanne Lage                                        | 1877                               | Wegekreuz mit Korpus, 1877 | Fotos hochladen                |